# Devilock

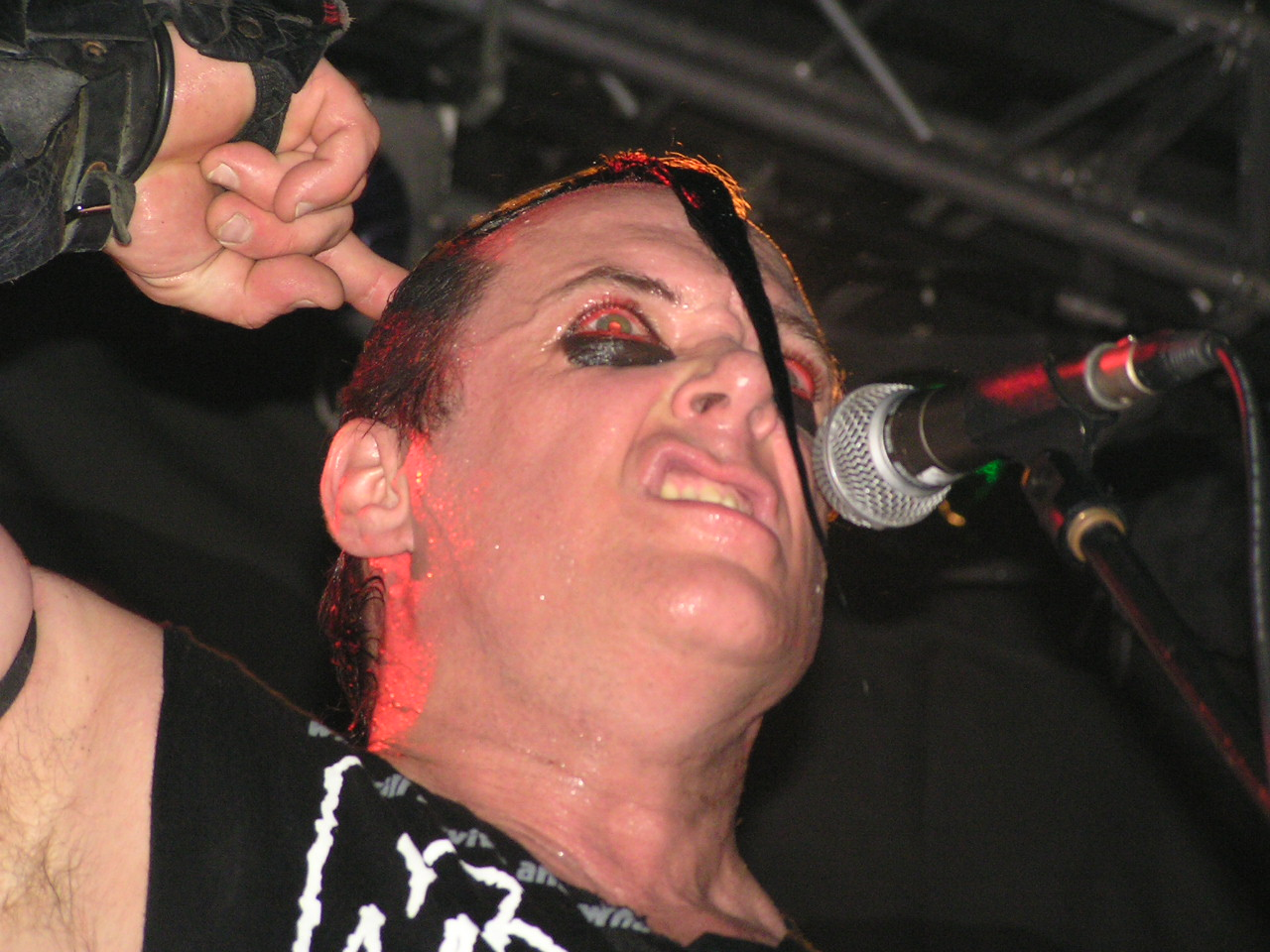
Jerry Only in concerto, con la sua particolare pettinatura

Il devilock è uno stile di acconciatura dei capelli inventato dai Misfits, che consiste nel formare davanti al viso un lungo ciuffo di capelli, che arriva più o meno fino al mento.

## Storia
Comparve la prima volta nel 1978, durante un concerto della celebre band horror punk dei Misfits. Una diversa fonte ne attribuisce la paternità a Jerry Only, bassista del gruppo e frontman della seconda versione della band. Dalla stessa fonte, la nascita dello stile devilock appare attestata all'epoca che va dal mese di giugno 1978 al 26 giugno 1979. 
Oggi la pettinatura viene imitata da gruppi come gli AFI o da gruppi horror punk, death rock o psychobilly o dai semplici fans che vedono in questo particolare look la storia di una cultura.

## Archetipo
La forma archetipale del devilock, in base alle fonti citate, può essere individuata nello stile tidal wave, un modo di acconciarsi i capelli molto popolare negli ambienti culturali dei surfisti e degli skater negli anni settanta.

## Etimologia
Il percorso evolutivo che, dal tidal wave, ha generato il look devilock si è accompagnato ad un'evoluzione etimologica. Sembra che in origine la denominazione fosse semplicemente wave, e che il sinistro neologismo devilock, sia stato coniato dalla mamma di un amico di Glenn Danzig; la denominazione di nuovo conio venne prontamente adottata facendo entrare il termine devilock nel vocabolario comune di un'intera cultura.